# John Carpenter

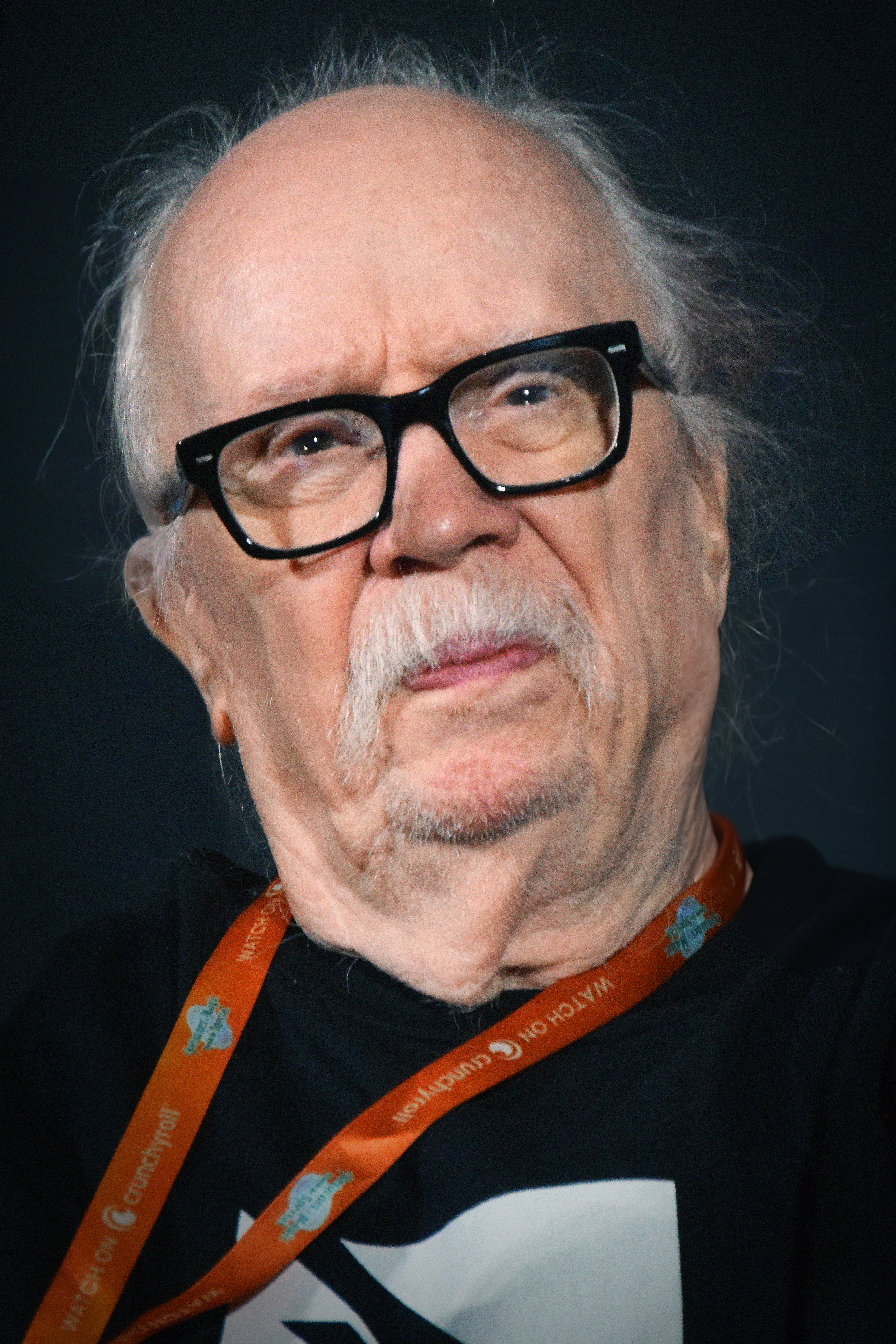
John Carpenter (2023)

John Howard Carpenter (* 16. Januar 1948 in Carthage, New York) ist ein US-amerikanischer Regisseur, Drehbuchautor, Produzent und Filmmusikkomponist sowie Darsteller. Mit Filmen wie Halloween – Die Nacht des Grauens (1978), The Fog – Nebel des Grauens (1980) oder Die Klapperschlange (1981) übte Carpenter einen großen Einfluss auf das Horror- und das Science-Fiction-Genre aus und festigte seinen Ruf als „Kultregisseur“.

## Leben und Werk
John Carpenter wurde in Carthage im US-Bundesstaat New York geboren, wuchs in Bowling Green (Kentucky) auf und besuchte die Western Kentucky University, an der sein Vater als Leiter der Musikabteilung angestellt war. Das Interesse an Filmen vermittelten ihm seine Eltern im Kindesalter, etwa durch gemeinsame Kinobesuche in den 1950er Jahren; vor allem seine Mutter liebte Filme. Später absolvierte er an der University of Southern California ein Filmstudium. Im Rahmen seiner Studienarbeit arbeitete er dort als Autor an dem Oscar-prämierten Kurzfilm The Resurrection of Broncho Billy.
Ab 1970 arbeitete Carpenter zusammen mit seinem Studienkollegen Dan O’Bannon an dem Science-Fiction-Film Dark Star – Finsterer Stern, der Carpenters Abschlussarbeit seines Filmstudiums an der kalifornischen Universität war. Dark Star – Finsterer Stern wurde zunächst als 45-minütiger Kurzfilm (auf 16-mm-Film) produziert und, nachdem ein Produzent mit finanziellen Mitteln gefunden war, 1974 zu einem 82-minütigen Spielfilm im 35-mm-Format erweitert. Der mit einem geringen Budget von 60.000 Dollar realisierte Film schildert in satirischer Tonlage die Abenteuer einer hippieartigen Raumschiffbesatzung, deren Aufgabe darin besteht, „instabile Planeten“ zu sprengen. Die Raumfahrer leiden nicht nur an dem Mangel an Toilettenpapier, sondern müssen sich auch mit dem „Exoten“, einem mörderischen Außerirdischen, auseinandersetzen (Dan O’Bannon schrieb später das Drehbuch zu Alien – Das unheimliche Wesen aus einer fremden Welt, einer Art Weiterentwicklung der grotesken Exoten-Episode). Zu Carpenters Enttäuschung wurde Dark Star – Finsterer Stern seinerzeit kaum beachtet und brachte ihm, anders als erhofft, keine Regieaufträge ein. Heute gilt der Film, wie die SF- und Horrorfilm-Zeitschrift Vampir vorausgesagt hatte, als Klassiker seines Genres.
Mit Assault – Anschlag bei Nacht realisierte John Carpenter 1976 eine Hommage an den Westernklassiker Rio Bravo. Aus dem belagerten Gefängnis des Originalfilms wurde hier eine Polizeiwache im Niemandsland von Los Angeles, die nachts von einer schwerbewaffneten Jugendgang angegriffen wird. Ein Polizeileutnant und ein zum Tode verurteilter Schwerverbrecher organisieren die Verteidigung des isolierten Polizeipostens, der den alptraumhaften Angriffen der Gangmitglieder kaum etwas entgegenzusetzen hat. Obwohl Assault, der mit einem Budget von 150.000 Dollar produziert wurde, zu keinem Kinoerfolg wurde, machte der 28-jährige John Carpenter hier erstmals, auch international, als neues Regietalent auf sich aufmerksam. Der Film avancierte im Lauf der Jahre zu einem Klassiker und gilt heute als stilbildender Kultfilm und als Genrereferenz. 2005 wurde ein Remake des Streifens produziert, an dem Carpenter aber nicht beteiligt war.
Bei Assault besetzte Carpenter, teils unter Pseudonym, fast alle Schlüsselpositionen hinter der Kamera und agierte als Regisseur, Drehbuchautor, Editor und Komponist. Der musikalisch begabte Regisseur komponierte für zahlreiche seiner Filme auch den Soundtrack und zählt damit – neben Charlie Chaplin – zu den wenigen Filmregisseuren, die in dieser Funktion tätig sind. Die von Carpenter geschaffenen Synthesizer-Soundtracks bestehen in der Regel aus relativ simplen, doch eingängigen Melodien, die die düstere Atmosphäre seiner Filme betonen.
Da lukrative Regieaufträge weiterhin ausblieben, schrieb Carpenter in der zweiten Hälfte der 1970er Jahre zahlreiche Drehbücher für Film- und Fernsehfilme, von denen mehrere realisiert wurden. Irvin Kershner inszenierte 1978 den Horrorthriller Die Augen der Laura Mars, in dem Faye Dunaway als telepathisch begabte Photographin zu sehen war. Carpenter selbst realisierte für das amerikanische Fernsehen den Psychothriller Das unsichtbare Auge um eine junge Frau, die in ihrem Apartment von einem Psychopathen bedroht wird. Dieser Film war deutlich an das Werk von Alfred Hitchcock angelehnt.
1978 gelang dem 30-jährigen Carpenter mit dem Horrorfilm Halloween – Die Nacht des Grauens der endgültige Durchbruch als Filmregisseur. Der wahnsinnige Killer Michael Myers kehrt nach seiner Flucht aus der Psychiatrie in seine Heimatstadt Haddonfield zurück und bringt dort mehrere Babysitterinnen grausam um. Geschrieben von Carpenter und Debra Hill, orientierte sich Halloween unter anderem an den italienischen Giallo-Thrillern und präsentierte seine relativ einfache Geschichte in einer modernen, innovativen Filmsprache.
Der mit einem minimalen Budget von 325.000 Dollar realisierte Film wurde zu einem weltweiten Kinoerfolg und spielte allein in den USA 47 Millionen Dollar ein, also rund das 150fache seines Budgets. Neben dem bekannten Charakterdarsteller Donald Pleasence in der Rolle des Psychiaters Loomis agierte die noch völlig unbekannte Jamie Lee Curtis in der Hauptrolle der Babysitterin Laurie Strode. Curtis begründete mit dem Film ihre jahrzehntelange Hollywoodkarriere und agierte in den Folgejahren mehrmals als sogenannte „Scream Queen“, die in Horrorfilmen schrille Entsetzensschreie ausstößt.
Mit Halloween schuf John Carpenter die Blaupause für den modernen Slasher-Film, einem Subgenre des Horrorfilms, bei dem sich eine Gruppe von Teenagern gegen einen grausamen Killer wehren muss, der seine Opfer für ihre „Sünden“ und „Verfehlungen“ bestraft und oft mit Stichwerkzeugen mordet. Carpenters Halloween-Titelmelodie erlangte einen hohen Bekanntheitsgrad und zählt heute zu den Soundtrack-Klassikern. Der enorme Erfolg des Films begründete eine der langlebigsten Horrorfilmreihen und brachte im Lauf von vier Jahrzehnten elf Fortsetzungen und Remakes hervor, die jedoch von anderen Regisseuren inszeniert wurden.

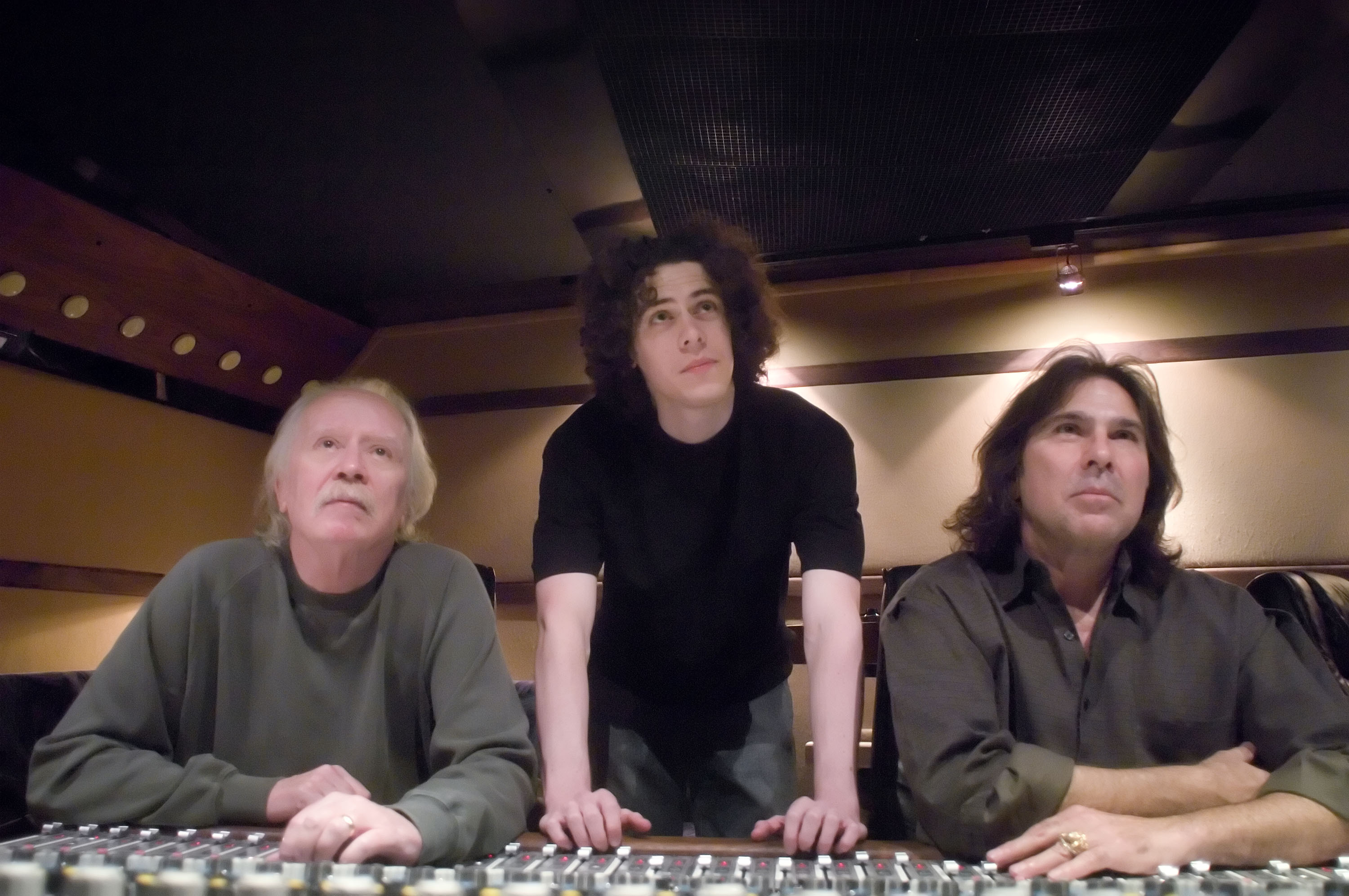
John Carpenter mit Bruce Robb (rechts) und Sohn Cody Carpenter (Mitte) 2005

Nach dem Erfolg von Halloween konnte Carpenter seine folgenden Filme mit höheren Budgets realisieren. Allerdings zeigte der Regisseur während seiner gesamten Karriere kein Interesse daran, hochbudgetierte Filme mit Superstars zu drehen. Carpenter, der als einzelgängerisch und menschenscheu gilt, zählte nie zur typischen Hollywood-Szene und pflegt, soweit bekannt, kaum Kontakte zu den dortigen Filmemachern oder Netzwerken. Über sein Privatleben ist wenig bekannt. Von 1979 bis 1984 war er mit der Schauspielerin Adrienne Barbeau verheiratet, die auch in einigen seiner Filme mitspielte. Aus der Ehe ging der 1984 geborene Sohn Cody Carpenter hervor. 1990 heiratete er Sandy King, die seit dem Film Sie leben von 1988 die Mehrzahl seiner Filme produzierte. Zuvor hatte sie als Script Supervisor an seinen Filmen Starman sowie Big Trouble in Little China mitgewirkt.
1979 inszenierte John Carpenter den Fernsehfilm Elvis – The King, ein Biopic über Elvis Presley, in dem Kurt Russell die Hauptrolle spielte. Mit The Fog – Nebel des Grauens realisierte er 1980 einen Horrorfilm um tote Geisterpiraten, die aus einer Nebelbank heraus die Bewohner einer Kleinstadt terrorisieren. Hier spielte erneut Jamie Lee Curtis die Hauptrolle. Auch dieser Film avancierte zu einem Kinoerfolg, spielte bei einem Budget von einer Million Dollar allein in den USA 21 Millionen Dollar ein und wurde zu einem Klassiker seines Genres. 2005 wurde ein Remake produziert, an dem John Carpenter allerdings nur als Produzent beteiligt war.
Den futuristischen Actionfilm Die Klapperschlange (1981), der in einem apokalyptischen New York der nahen Zukunft spielt, das zu einer riesigen Gefängnisinsel umfunktioniert wurde, realisierte Carpenter mit einem Budget von sechs Millionen Dollar (US-Einnahmen: 25 Millionen). Dabei griff er auf ein Drehbuch zurück, das er bereits Mitte der 70er Jahre geschrieben hatte. Hauptdarsteller Kurt Russell, der jahrelang in Disney-Komödien aufgetreten war, konnte sich mit diesem Film als neuer Action-Star profilieren. In den Nebenrollen mit profilierten Alt-Stars wie Lee Van Cleef und Ernest Borgnine besetzt, wurde Die Klapperschlange zu einem weltweiten Kinoerfolg und zu einem wegweisenden Werk des Cyberpunk-Genres, an dem sich zahlreiche Filme, Bücher und Computerspiele orientierten. Die Klapperschlange war allerdings der letzte große Erfolgsfilm für den Regisseur, dessen Karriere danach sehr unbeständig verlief.
1982 inszenierte John Carpenter mit Das Ding aus einer anderen Welt ein modernisiertes Remake des gleichnamigen Horrorklassikers von 1951. Hauptdarsteller war erneut Kurt Russell. Es war Carpenters bis dato teuerster Film und kostete rund 15 Millionen Dollar. Anders als die vorigen Filme des Regisseurs wurde dieser jedoch zu einem Kassenflop und konnte in den USA nur 19 Millionen Dollar erlösen. Die Kritik bemängelte die Überbetonung der harten Splatter- und Ekelszenen. Maskenexperte Rob Bottin hatte für den Film bahnbrechende Spezialeffekte für die spektakulären Verwandlungen des „Dings“ kreiert. Obwohl dieser Film floppte, gilt er heute als einflussreicher Klassiker seines Genres, der zahlreiche Filme und Computerspiele inspirierte.
Mit Christine adaptierte John Carpenter einen Bestseller des populären Horror-Autors Stephen King, in dem ein „rachsüchtiger“ Oldtimer für Angst und Schrecken sorgt. In Starman (1984) erzählte er die romantische Geschichte eines Außerirdischen in Menschengestalt (Jeff Bridges), der sich in eine Erdbewohnerin verliebt.
Big Trouble in Little China (1986), ein großangelegter Fantasyfilm mit Horror- und Kung Fu-Elementen, kostete 25 Millionen Dollar und spielte in den USA nur 11 Millionen ein. Dieser Misserfolg markierte einen Wendepunkt in Carpenters Karriere. Der Regisseur wandte sich niederbudgetierten Horrorfilmen wie Die Fürsten der Dunkelheit (1987), Sie leben (1988), Die Mächte des Wahnsinns (1994) oder Das Dorf der Verdammten (1995) zu. 1992 inszenierte er mit Jagd auf einen Unsichtbaren eine Science-Fiction-Komödie, die eher den Charakter einer Auftragsarbeit hatte und kaum noch die individuelle Handschrift des Regisseurs erkennen ließ. Der Film spielte bei einem Budget von 40 Millionen Dollar auf dem amerikanischen Markt nur 14 Millionen Dollar ein.
Mit Flucht aus L.A. realisierte John Carpenter 1996 ein relativ hoch budgetiertes (43 Millionen Dollar) Sequel zu Die Klapperschlange, das von Kritik und Publikum reserviert aufgenommen wurde und nach allgemeinem Tenor weit hinter der Qualität des ersten Films zurückblieb. Auch mit Vampire (1998) und Ghosts of Mars (2001) konnte der Regisseur nicht mehr an frühere Erfolge anknüpfen. 2010 kam mit The Ward, einem Horrorfilm, der in einer psychiatrischen Klinik spielt, John Carpenters bis dato letzte Regiearbeit in die Kinos. Auch dieser Film blieb weitgehend unbeachtet.

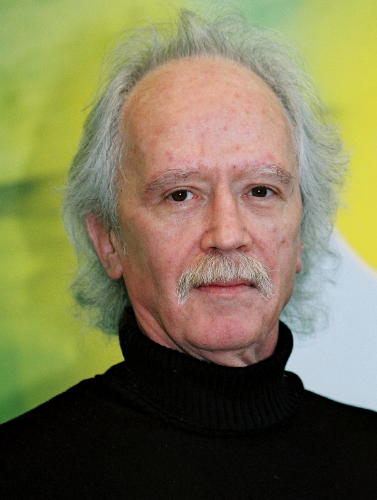
John Carpenter, 2001

In den nachfolgenden Jahren war Carpenter vor allem als Musiker aktiv und tourte durch die USA und durch Europa, um seine Alben Lost Themes und Lost Themes II live zu spielen. Er hat Interesse bekundet, wieder als Regisseur zu arbeiten, konnte bislang aber keine Geldgeber für neue Projekte finden. Stattdessen trat er als Komponist für die Filme Halloween (2018), Halloween Kills (2021) und Halloween Ends (2022) in Erscheinung, die seinen eigenen ersten Halloween-Film fortsetzen.
Im September 2023 wurde bekannt, dass Carpenter nach 13-jähriger Pause wieder Regie führt und die Anthologie-Serie Suburban Screams mitveranwortete. Deren Premiere ist für den 13. Oktober angekündigt. Eine Folge hat er inszeniert, zudem ist er als Produzent beteiligt.

## Sonstiges
Nach eigenen Angaben wurde Carpenter von Alfred Hitchcock, Howard Hawks und der Fernsehserie Twilight Zone beeinflusst. Da Carpenter seit seiner Kindheit großer Fan von Western-Filmen ist, schätzt er ebenso die Arbeit von Regisseuren wie John Ford oder Sergio Leone. Bei der DVD-Version von Spiel mir das Lied vom Tod sprach er den Audiokommentar. In Bezug auf einen Rückblick auf seine Karriere erklärte John Carpenter in dem Dokumentarfilm Big John Carpenter von 2005: „Ich sehe mich nicht in einer Liga mit Scorsese oder Coppola, die 100-Millionen-Dollar-Filme gemacht haben. Das habe ich nicht. Ich bin nur ein alter Horror-Regisseur. Bei mir reicht eine Gruselmaske, ein Messer und künstliches Blut.“
Neben vielen anderen Auftritten war er 2008 in der Dokumentation Science of Horror zu sehen.
Seit dem Film Die Fürsten der Dunkelheit aus dem Jahr 1987 arbeitete Carpenter vor allem mit dem Kameramann Gary B. Kibbe zusammen.
Ende Oktober 2011 veröffentlichte die National Film Preservation Foundation mit Captain Voyeur den ersten Kurzfilm von Carpenter, der während des Studiums an der University of Southern California entstand.

## Auszeichnung
2023: Aufnahme in die Science Fiction and Fantasy Hall of Fame

## Stammbesetzung
John Carpenter gilt als menschenscheu und setzt ungern große Stars in seinen Filmen ein. Stattdessen arbeitet er gerne mit alten Bekannten:
- Kurt Russell in Die Klapperschlange, Elvis, Das Ding aus einer anderen Welt, Flucht aus L.A. und Big Trouble in Little China
- Adrienne Barbeau in Die Klapperschlange, The Fog – Nebel des Grauens und Das unsichtbare Auge
- Donald Pleasence in Die Klapperschlange, Halloween und Die Fürsten der Dunkelheit
- Jamie Lee Curtis in Halloween und The Fog – Nebel des Grauens
- Pam Grier in Flucht aus L.A. und Ghosts of Mars
- Mark Hamill in Body Bags und Das Dorf der Verdammten
- Sam Neill in Jagd auf einen Unsichtbaren und Die Mächte des Wahnsinns
- Harry Dean Stanton in Die Klapperschlange und Christine
- Victor Wong in Die Fürsten der Dunkelheit und Big Trouble in Little China
- Tom Atkins in The Fog – Nebel des Grauens, Die Klapperschlange
- Stacy Keach in Body Bags und Flucht aus L.A.
- Keith David in Das Ding aus einer anderen Welt und Sie leben
- Dennis Dun in Die Fürsten der Dunkelheit und Big Trouble in Little China
- George Flower in The Fog – Nebel des Grauens, Die Klapperschlange und Sie leben

## Bezug zur Musik
Im Elternhaus von John Carpenter wurde viel musiziert und er nahm sehr früh Geigen- und Klavierunterricht. Später lernte er noch Gitarre spielen und gründete Mitte der 70er Jahre die Hardrock-Band Coupe de Villes. Mit dieser Band nahm Carpenter den von ihm geschriebenen Titelsong seines Fantasy-Films Big Trouble in Little China von 1986 auf.
Im Jahr 2015 arbeitete er mit dem Synthesizer-Künstler Jean-Michel Jarre an einem Track namens A Question of Blood für das Kollaborationsprojekt von Jarre.
In einem Interview mit dem Sender NPR am 16. Oktober 2021, 15:00 Uhr MESZ, bezeichnete Carpenter die Musikgruppen Abba und Procol Harum als seine Favoriten.

## Filmografie (Auswahl)

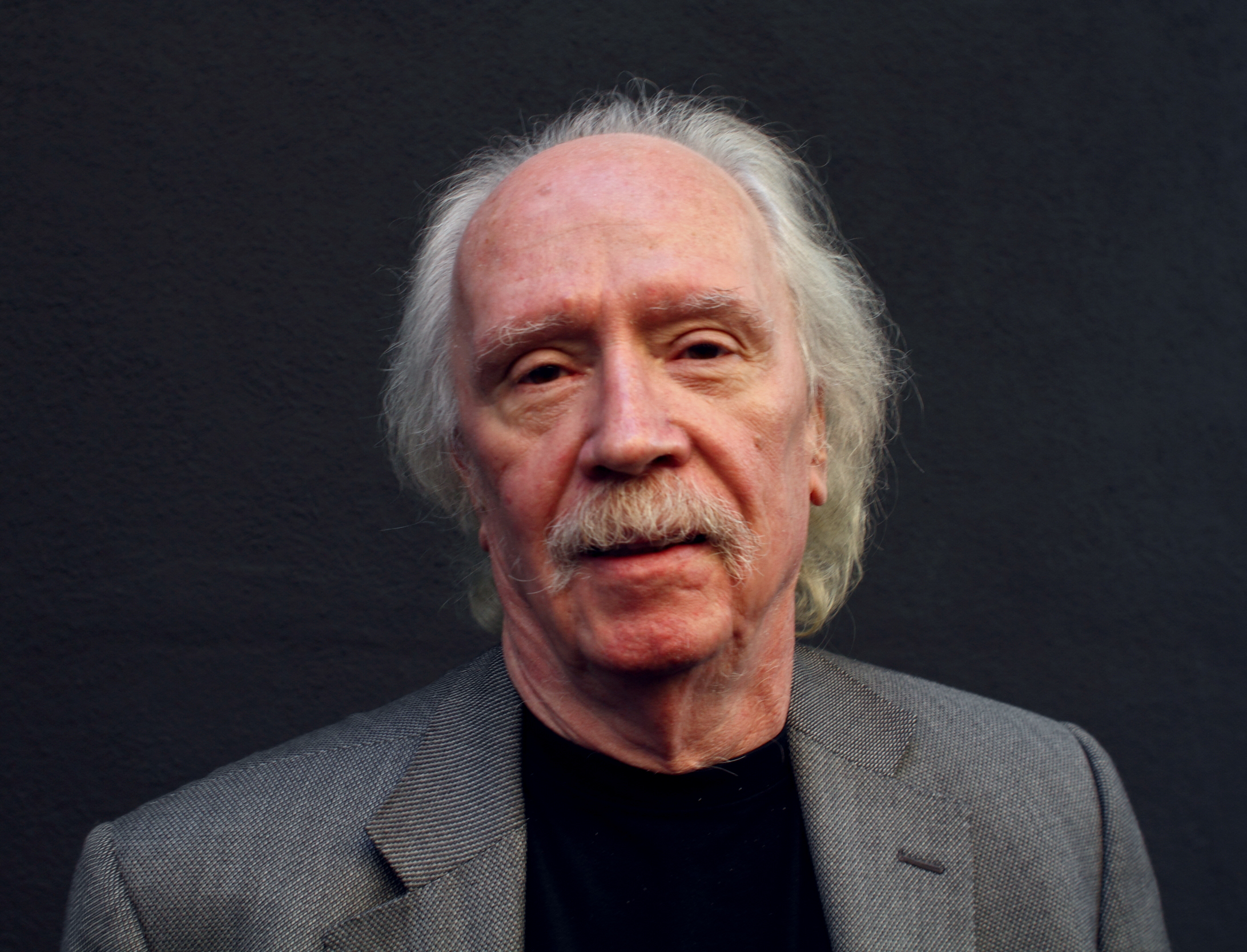
John Carpenter, in North Hollywood, Kalifornien, 2010

Legende: Regie (R), Produktion (P), Darsteller (D), Drehbuch (B), Schnitt (S), Musik (M), Fernsehproduktion (TV)
- 1969: Captain Voyeur (Kurzfilm, R, P, B, S, M)
- 1970: The Resurrection of Broncho Billy (B, M, S)
- 1974 (1973): Dark Star – Finsterer Stern (Dark Star, Spielfilm; R, P, B, M)
- 1976: Assault – Anschlag bei Nacht (Assault on Precinct 13, R, B, M, S)
- 1978: Das unsichtbare Auge (Someone’s Watching Me!, TV, R, P, B)
- 1978: Die Augen der Laura Mars (Eyes of Laura Mars, B, Story)
- 1978: Halloween – Die Nacht des Grauens (Halloween, R, B, D, M)
- 1979: Elvis – The King (Elvis, TV, R)
- 1980: The Fog – Nebel des Grauens (The Fog, R, B, M, D)
- 1981: Die Klapperschlange (Escape from New York, R, B, M)
- 1981: Halloween II – Das Grauen kehrt zurück (Halloween II, P, B, M)
- 1982: Das Ding aus einer anderen Welt (The Thing, R)
- 1982: Halloween III (Halloween III – Season of the witch, P, M)
- 1983: Christine (R, M)
- 1984: Das Philadelphia Experiment (The Philadelphia Experiment, P, Story)
- 1984: Starman (R)
- 1986: Black Moon (Black Moon Rising, B, Story)
- 1986: Big Trouble in Little China (R, M)
- 1987: Die Fürsten der Dunkelheit (Prince of Darkness, R, M)
- 1988: Sie leben (They Live, R, M)
- 1992: Jagd auf einen Unsichtbaren (Memoirs of an Invisible Man, R)
- 1993: Body Bags (John Carpenter Presents Body Bags, TV, R, P, M, D)
- 1994: Die Mächte des Wahnsinns (In the Mouth of Madness, R, M)
- 1995: Das Dorf der Verdammten (Village of the Damned, R, M)
- 1996: Flucht aus L.A. (Escape from L.A., R, M)
- 1998: John Carpenters Vampire (John Carpenter’s Vampires, R, M)
- 2001: Ghosts of Mars (R, M)
- 2002: John Carpenter’s Vampires: Los Muertos (P)
- 2005: The Fog – Nebel des Grauens (The Fog, P)
- 2005: Masters of Horror – John Carpenter’s Cigarette Burns (R)
- 2006: Masters of Horror – Pro-Life (R)
- 2009: Nightmares in Red, White and Blue (D)
- 2010: The Ward (R)
- 2018: Halloween (M)
- 2021: Halloween Kills (M)
- 2022: Firestarter (M)
- 2022: Halloween Ends (M)
- 2022: Studio 666 (M, D)

## Computerspiele
- 1998: Sentinel Returns (Soundtrack)
- 2002: The Thing (Story und Synchronsprecher)
- 2011: F.E.A.R. 3 (Berater)

## Diskographie
Soundtrack-Alben
- 1980: Dark Star
- 1981: Escape from New York (mit Alan Howarth)
- 1981: Halloween II (mit Alan Howarth)
- 1982: Halloween III: Season of the Witch (mit Alan Howarth)
- 1983: Halloween
- 1984: The Fog
- 1986: Big Trouble in Little China
- 1987: Prince of Darkness
- 1988: They Live!
- 1989: Christine (mit Alan Howarth)
- 1993: Body Bags (mit Jim Lang)
- 1995: In the Mouth of Madness (mit Jim Lang)
- 1995: Village of the Damned (mit Dave Davies)
- 1996: Escape from L.A. (mit Shirley Walker)
- 1998: John Carpenter’s Vampires
- 2001: Ghosts of Mars
- 2003: Assault on Precinct 13
- 2018: Halloween (mit Cody Carpenter und Daniel Davies)
- 2020: The Thing (mit Ennio Morricone)

Kompilationen
- 1992: Greatest Hits
- 1992: Greatest Hits Volume II
- 1992: Halloween: Music from the Films of John Carpenter
- 2002: The Essential John Carpenter
- 2017: Anthology: Movie Themes 1974–1998

Studioalben
- 2015: Lost Themes
- 2016: Lost Themes II
- 2021: Lost Themes III: Alive After Death

Remix-Alben
- 2015: Lost Themes Remixed

Extended Plays
- 2016: Classic Themes Redux
- 2020: Lost Cues: The Thing

## Dokumentarfilm
- Julien Dunand: Grusel und Horror vom Feinsten: John Carpenter, 2005, arte